# Aliança Verde-Esquerda
A Aliança Verde-Esquerda (em italiano: Alleanza Verdi e Sinistra, AVS) é uma coligação política de esquerda de Itália, que foi criada a 2 de julho de 2022 como uma federação de dois partidos políticos: a Esquerda Italiana e a Europa Verde.

## História
Em janeiro de 2022, a Esquerda Italiana e a Europa Verde formaram um "pacto consultivo", com o objectivo de cooperaram para a eleição presidencial na Itália em 2022. Neste contexto, os dois partidos decidiram apoiar conjuntamente a candidatura de Luigi Manconi, um experto em temas de direitos humanos e antigo membro da Federação dos Verdes, dos Democratas de Esquerda e do Partido Democrático.
Em junho de 2022, os dois partidos aprovaram a aliança entre ambos e, em julho do mesmo ano, realizaram uma convencção conjunta para a apresentação do programa eleitoral único. A aliança inspirou-se na coligação francesa Nova União Popular Ecologista e Social. Após a queda do governo de unidade nacional liderado por Mario Draghi, a AVS foi oficialmente apresentada e formaria um pacto eleitoral com o Partido Democrático, dentro da Coligação de Centro-esquerda.

## Partidos membros

### Partidos fundadores
| Partido | Partido           | Líder             | Ideologia              | Espectro |
| ------- | ----------------- | ----------------- | ---------------------- | -------- |
|         | Esquerda Italiana | Nicola Fratoianni | Socialismo democrático | Esquerda |
|         | Europa Verde      | Angelo Bonelli    | Ecossocialismo         | Esquerda |

### Parceiros regionais
| Partido | Partido                     | Líder                              | Ideologia              | Espectro        |
| ------- | --------------------------- | ---------------------------------- | ---------------------- | --------------- |
|         | Verdes do Tirol do Sul      | Felix Wohlgemuth Marlene Pernstich | Ecossocialismo         | Esquerda        |
|         | Partido Progressista        | Massimo Zedda                      | Progressismo           | Esquerda        |
|         | Ambiente-Direitos-Igualdade | Liderança coletiva                 | Ecossocialismo         | Esquerda        |
|         | Rede Cívica                 | Liderança coletiva                 | Social-democracia      | Centro-esquerda |
|         | Partido do Sul              | Natale Cuccurese                   | Socialismo democrático | Esquerda        |

## Resultados Eleitorais

### Eleições legislativas

#### Câmara dos Deputados
| Data | CI. | Votos     | %             | Deputados | Status   |
| ---- | --- | --------- | ------------- | --------- | -------- |
| 2022 | 7.º | 1 071 663 | 3,64 / 100,00 | 12 / 400  | Oposição |

#### Senado
| Data | CI. | Votos   | %             | Deputados | Status   |
| ---- | --- | ------- | ------------- | --------- | -------- |
| 2008 | 7.º | 972 316 | 3,63 / 100,00 | 4 / 200   | Oposição |

### Eleições europeias
| Data | CI. | Votos     | %             | Deputados |
| ---- | --- | --------- | ------------- | --------- |
| 2008 | 6.º | 1 584 421 | 6,78 / 100,00 | 6 / 76    |